# みやづ歴史の館
みやづ歴史の館（みやづれきしのやかた）は、京都府宮津市字鶴賀にある複合公共施設。多目的ホール、宮津市中央公民館、宮津市歴史資料館の役割を持つ。2000年（平成12年）9月オープン。

## 歴史

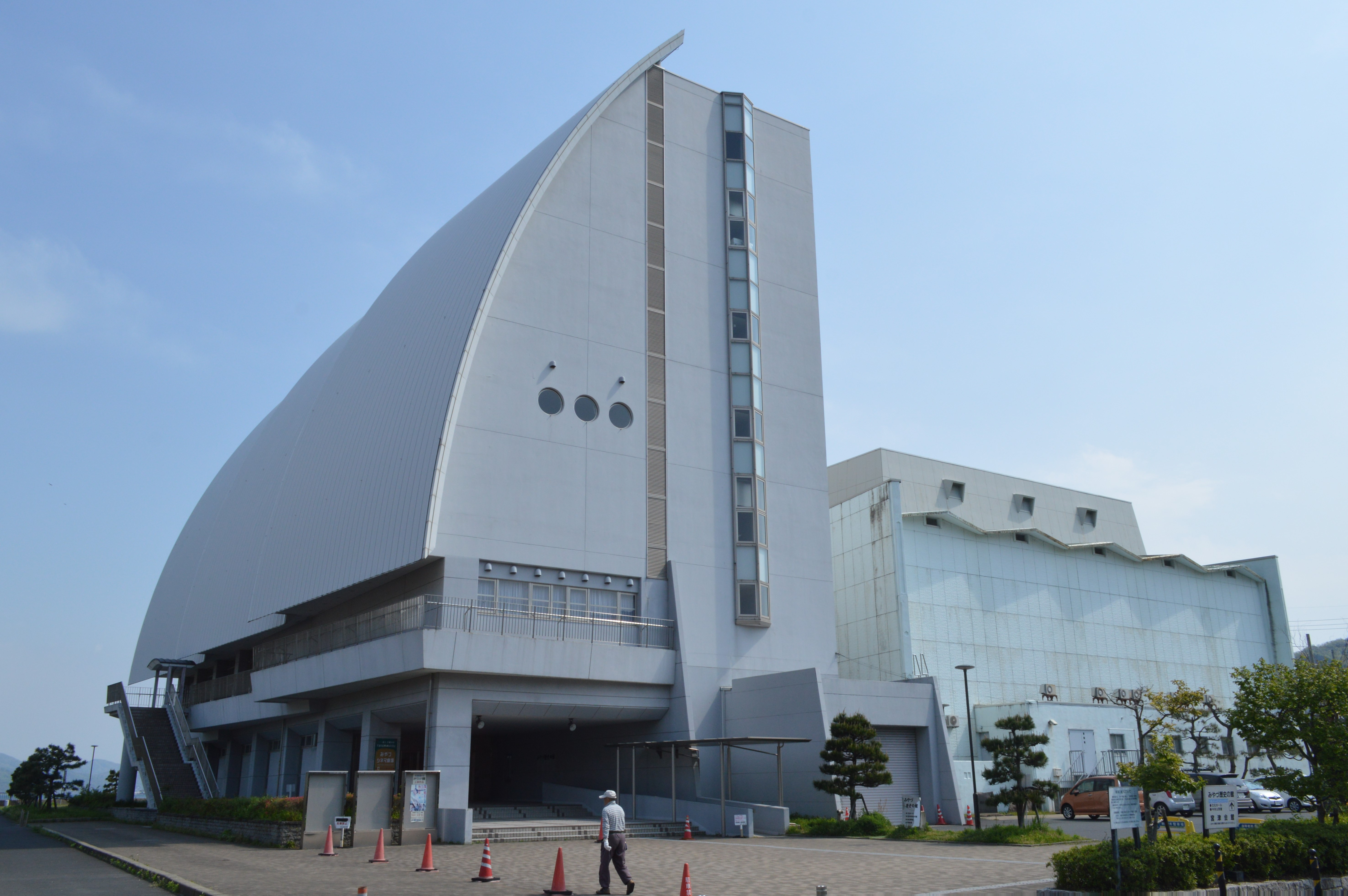
みやづ歴史の館（左）と宮津会館（右）

1967年（昭和42年）開館の宮津会館の西側には、宮津市教育委員会などが入る宮津市中央公民館があった。宮津市中央公民館を解体し、その跡地とさらに西側部分に建設されたのがみやづ歴史の館である。1991年（平成3年）策定の第4次宮津市総合計画では、重点プロジェクトとして複合施設の建設が盛り込まれた。1998年度から2000年度までの3か年事業として建設され、2000年（平成12年）9月にみやづ歴史の館がオープンした。総事業費は22億円。

## 施設
多目的に利用できる300人収容の小ホールなどがあり、小ホールの客席はすべて収容可能である。1階と3階が宮津市中央公民館であるが、南側の宮津市立前尾記念文庫の1階も宮津市中央公民館分館となっている。4階と5階は宮津市歴史資料館であるが長期休館している。隣接する宮津会館とは屋内から行き来することができ、所在地（宮津市字鶴賀2164）を共有している。敷地の北側は宮津湾（日本海）であり、東側は大手川河口である。
- 4・5階：宮津市歴史資料館展示室（常設展示室・企画展示室・収蔵庫）
- 3階：宮津市中央公民館（110席の大会議室・30席の小会議室・20畳の和室・12席の談話室）
- 2階：小ホール
- 1階：事務室、ロビー、中央公民館（32席の体験学習室・情報コーナー）

### 小ホール
- 舞台：間口9.0メートル、奥行5.89メートル、高さ5.50メートル
- 客席：286席（うち車椅子席2席）

## 周辺
- 島崎公園
  - みやづ歴史の館
  - 宮津会館（1967年開館）
- 宮津市立図書館旧館（1971年開館・2017年移転）
- 宮津市立前尾記念文庫（1983年開館）

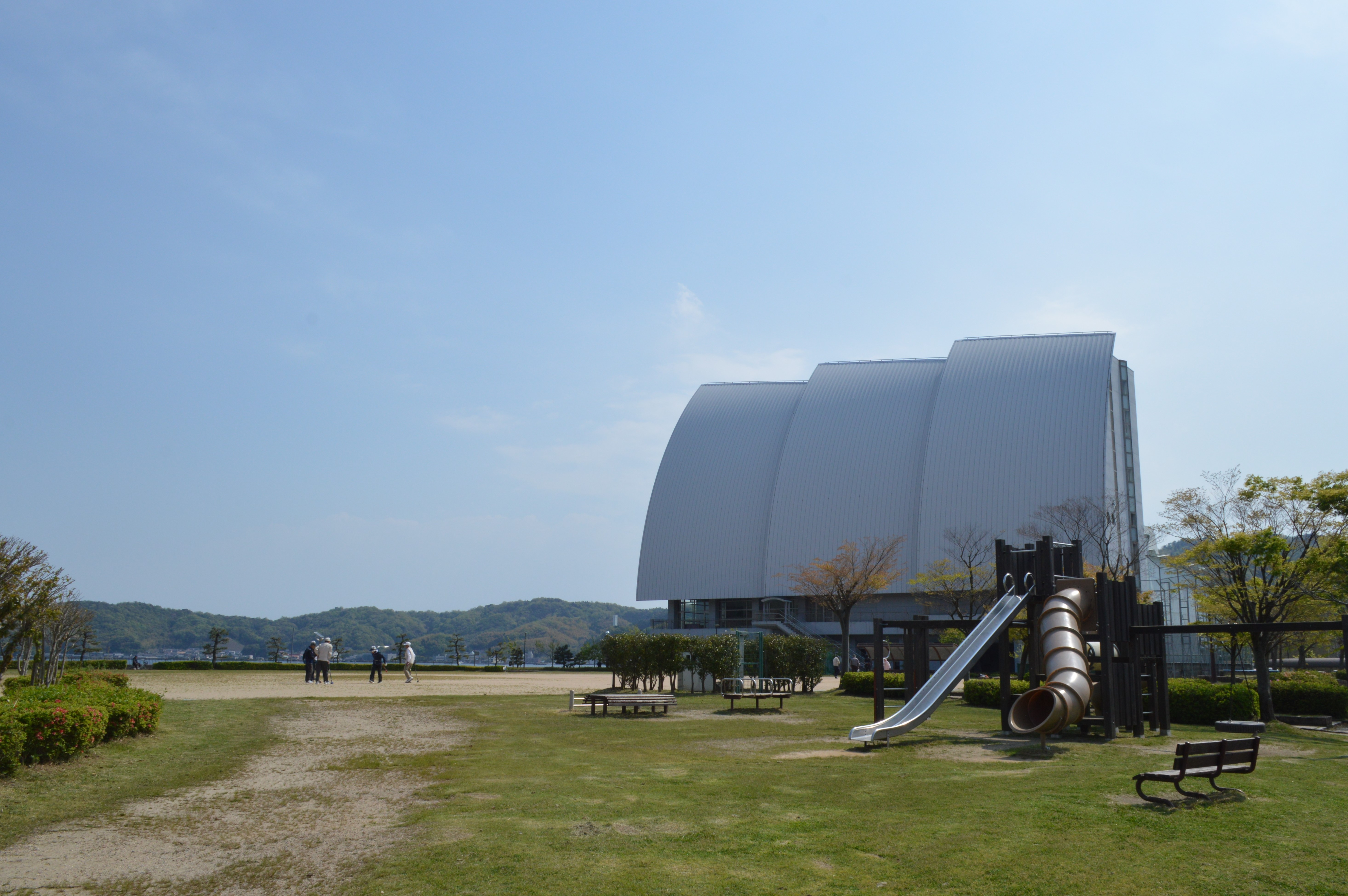
みやづ歴史の館と島崎公園
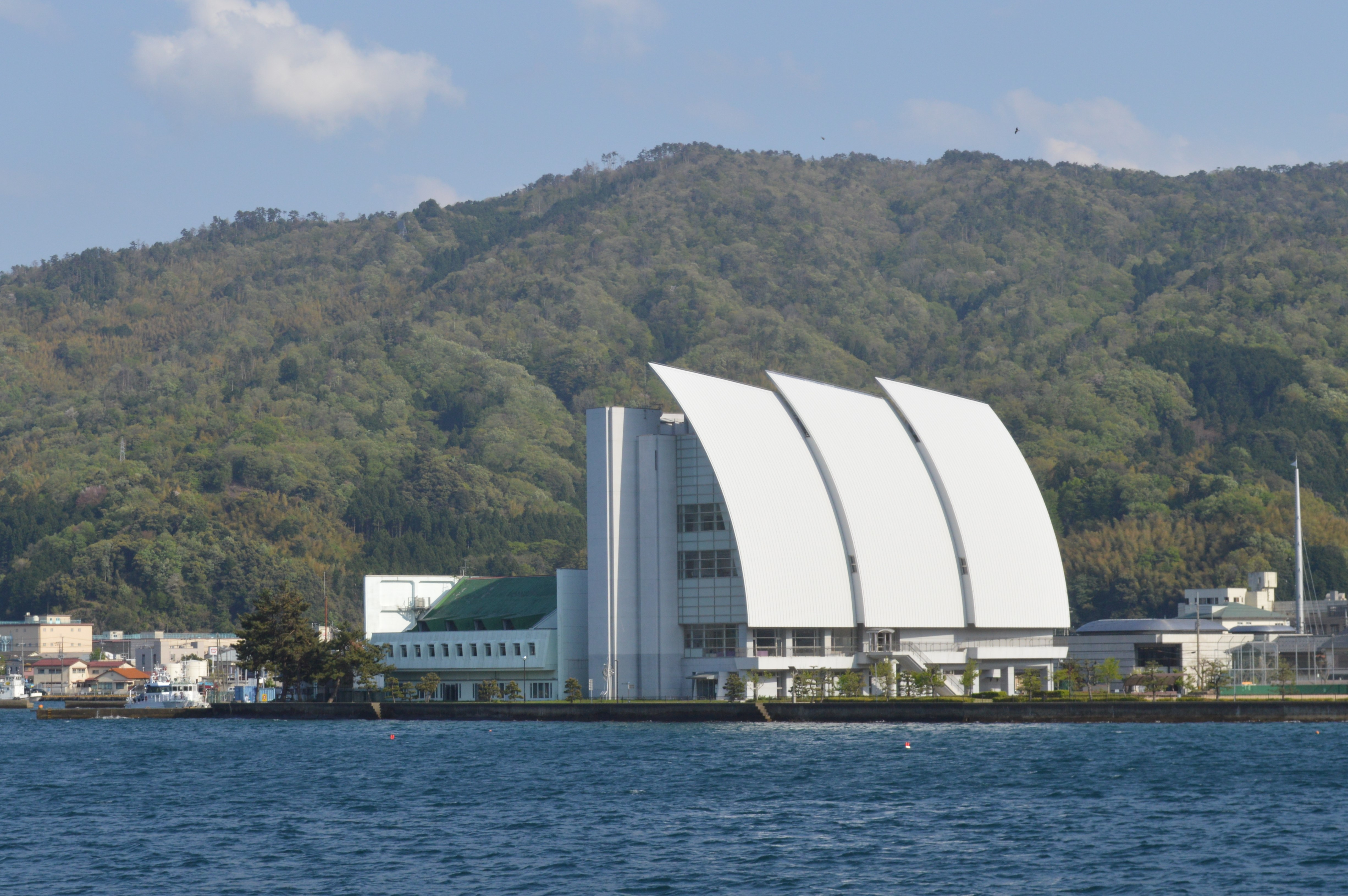
宮津湾から見たみやづ歴史の館
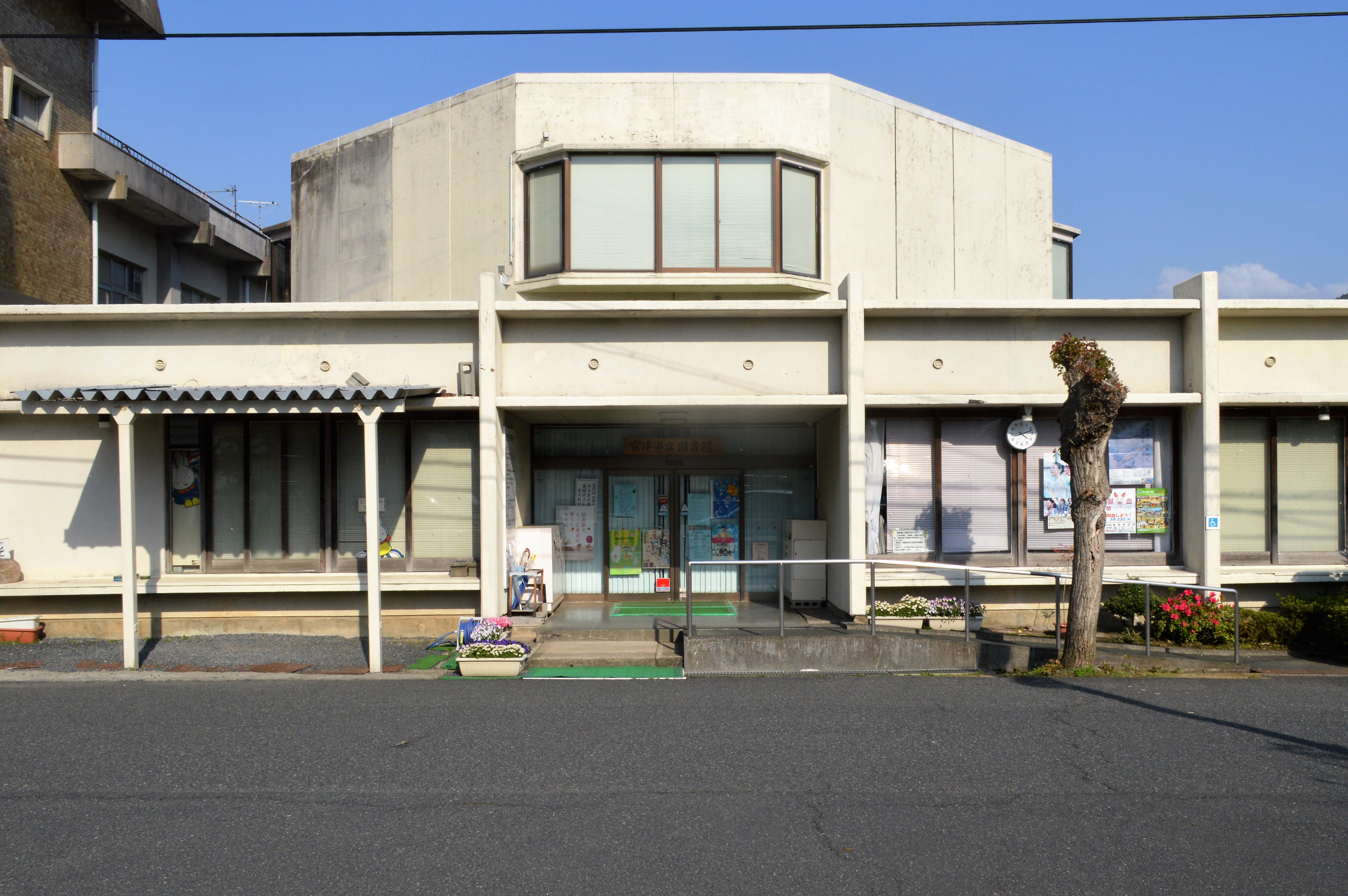
宮津市立図書館旧館
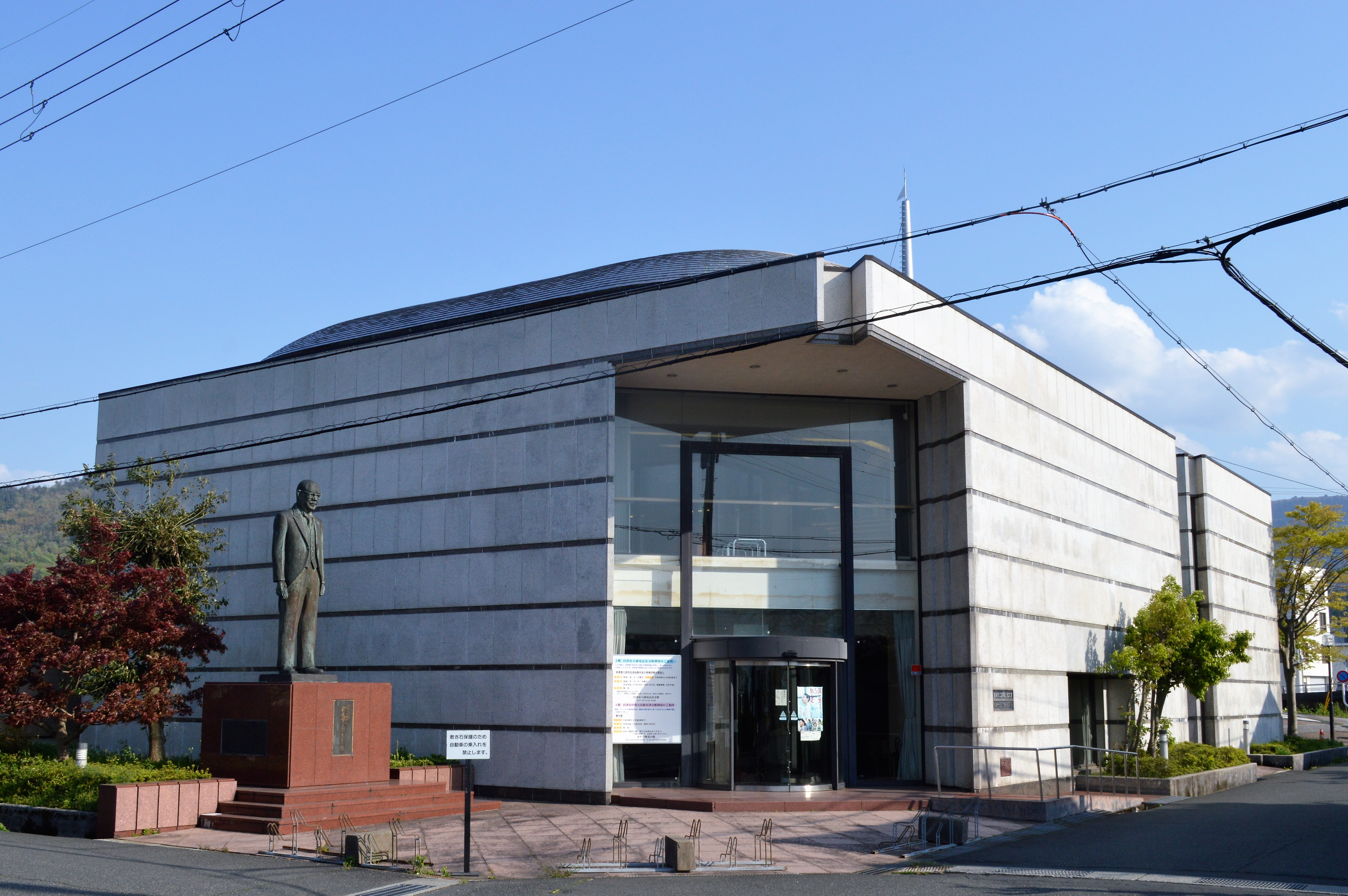
宮津市立前尾記念文庫